# 한국꽃문화협회
한국꽃문화협회는 다양해진 꽃 문화예술의 중요성을 고려하여 전통적인 꽃예술을 바탕으로 하는 꽃꽂이 문화예술을 지도 육성하여 국민정서생활 함양과 삶의 질을 향상하며, 전통꽃 예술의 이용 및 개발에 대한 연구로 화훼산업 발전과 꽃소비문화에 기여하기 위하여 2005년 1월 21일 설립된 대한민국 농림수산식품부 소관의 사단법인이다. 사무실은 서울특별시 서초구 서초동 1332-2, 무지개쇼핑 607호에 있다.

## 주요 사업
- 한국 전통 꽃꽂이에 대한 연구 및 교육
- 꽃꽂이 장식에 관한 학문적 문헌 발간
- 전시회, 강습회, 강연회 등의 활동을 통한 인적자원 양성
- 꽃꽂이 문화예술에 관한 국제적인 교류 및 정보수집과 행사유치
- 문헌발간을 통한 꽃 예술의 보급
- 꽃 생활화 및 화훼유통개선을 위한 정보의 의뢰사업
- 기타 본 회의 목적달성에 필요한 사업